# Giorgio Capitani
Giorgio Capitani (Párizs, Franciaország, 1927. december 29. – Viterbo, 2017. március 25.) olasz filmrendező, forgatókönyvíró.

## Filmjei

### Mozifilmek
- Zürzavar a Park Hotelban (Che notte ragazzi!) (1966)
- Az éjszaka rablásra való (La notte è fatta per... rubare) (1968)
- Hármas fogat (La pupa del gangster) (1975)
- Akiket forró szenvedély hevít (Bruciati da cocente passione) (1976)
- Én is, te is, tigris (Io tigro, tu tigri, egli tigra) (1978, második és harmadik rövidfilm)
- Languszta reggelire (Aragosta a colazione) (1979)
- Forróvérű kísértet (Bollenti spiriti) (1981)

### Tv-filmek
- A színész, a színésznő és a gyerek (Un figlio a metà) (1992)
- A színész, a színésznő és a gyerek egy év múlva (Un figlio a metà un anno dopo) (1994)
- Boldog karácsonyt, papa! (Natale con papà) (1995)
- Lelkem fénysugara (La memoria e il perdono) (2001)
- Ínyenc történet (Mai storie d'amore in cucina) (2004)
- Casciai Szent Rita (Rita da Cascia) (2004)
- A tábornok halála (Il generale Dalla Chiesa) (2007)
- Micsoda csaj! (Dove la trovi una come me?) (2011)

### Tv-sorozatok
- Rocca parancsnok (Il maresciallo Rocca) (1996–2005, 18 epizód)
- Két zsaru egy pár (Ho sposato uno sbirro) (2008–2010, 9 epizód)